# Hisashi Tsuchida
Hisashi Tsuchida (土田 尚史 Tsuchida Hisashi?,  nacido el 1 de febrero de 1967 en Okayama) es un exfutbolista japonés que se desempeñaba como guardameta.
Tsuchida fue elegido para integrar la selección nacional de Japón para los Copa Asiática 1988.

## Trayectoria

### Clubes
| Club       | País  | Año         |
| ---------- | ----- | ----------- |
| Urawa Reds | Japón | 1989 - 2000 |